# Stor-Skarptjärnen
Stor-Skarptjärnen är en sjö i Åre kommun i Jämtland och ingår i Indalsälvens huvudavrinningsområde. Sjön har en area på 0,123 kvadratkilometer och ligger 566 meter över havet.

## Delavrinningsområde
Stor-Skarptjärnen ingår i det delavrinningsområde (705580-134330) som SMHI kallar för Utloppet av Stor-Skarptjärnen. Medelhöjden är 585 meter över havet och ytan är 0,8 kvadratkilometer. Det finns inga avrinningsområden uppströms utan avrinningsområdet är högsta punkten. Vattendraget som avvattnar avrinningsområdet har biflödesordning 5, vilket innebär att vattnet flödar genom totalt 5 vattendrag innan det når havet efter 353 kilometer. Avrinningsområdet består mestadels av skog (85 procent). Avrinningsområdet har 0,12 kvadratkilometer vattenytor vilket ger det en sjöprocent på 15,1 procent.